# نيكوس خريستودوليدس
نيكوس خريستودوليدس (6 ديسمبر 1973-) سياسي قبرصي عضو في حزب التجمع الديمقراطي. شغل منصب وزير الخارجية من مارس 2018 حتى يناير 2022. انتخب في فبراير 2023 انتخابات الرئاسة القبرصية عام 2023 رئيسا للجمهورية لتبدأ ولايته في 1 مارس 2023.